# 圖爾吉

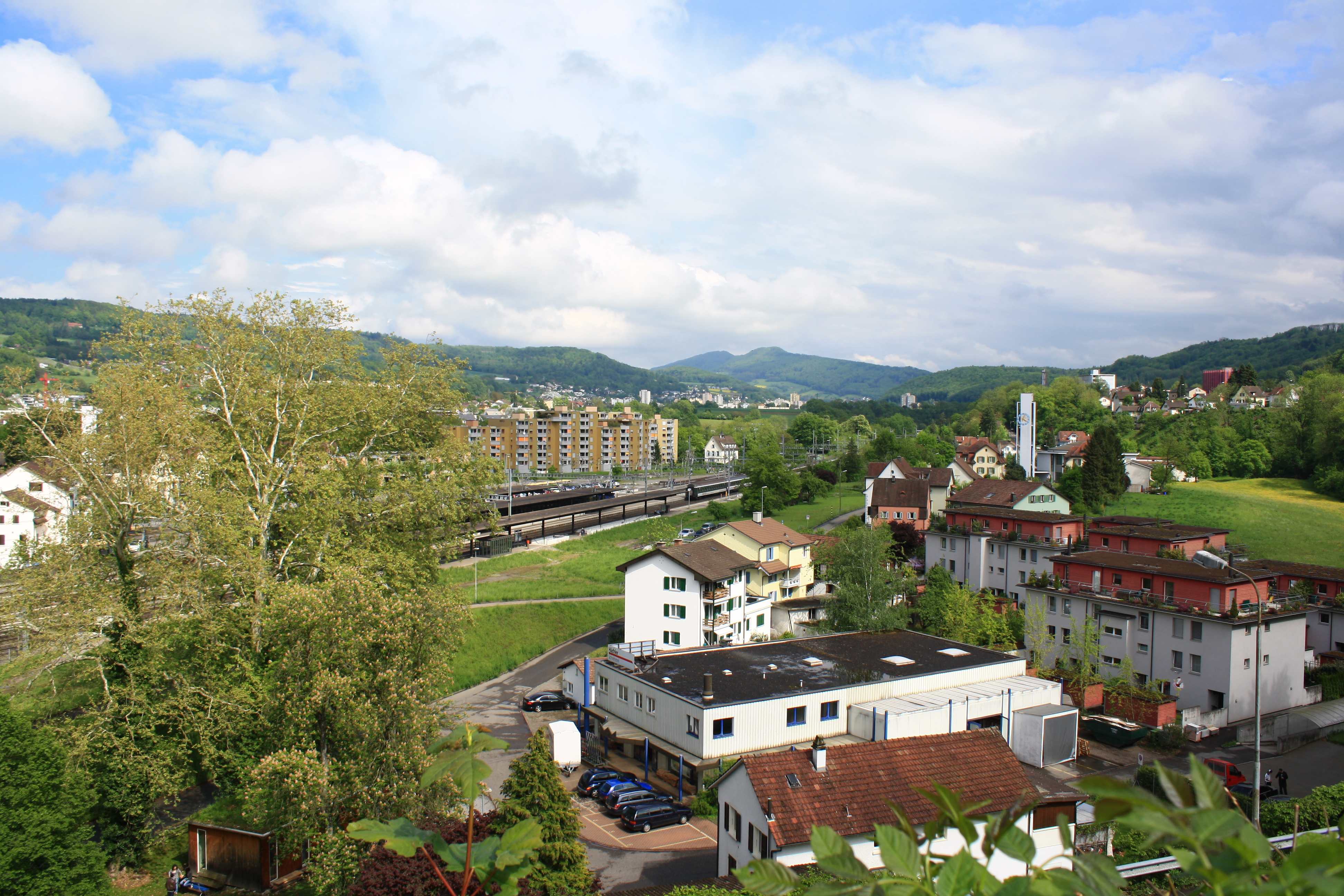

圖爾吉是瑞士的城鎮，位於該國北部，由阿爾高州負責管轄，面積8.36平方公里，海拔高度342米，2012年人口8,402，四成人口信奉羅馬天主教，人口密度每平方公里1005人。